# Воздвиженка (Нижегородская область)
Воздвиженка — деревня в Починковском районе Нижегородской области России. Входит в состав Наруксовского сельсовета.

## География
Деревня находится в юго-восточной части Нижегородской области, в зоне хвойно-широколиственных лесов, на левом берегу реки Иресть, на расстоянии приблизительно 16 километров (по прямой) к западу-северо-западу (WNW) от села Починки, административного центра района. Абсолютная высота — 128 метров над уровнем моря.
Климат
Климат характеризуется как умеренно континентальный, влажный, с умеренно суровой снежной зимой и тёплым летом. Среднегодовая температура — 3,6 °C. Средняя температура воздуха самого тёплого месяца (июля) — 20 — 22 °C; самого холодного (января) — −11,5 °C. Среднегодовое количество атмосферных осадков составляет 450—500 мм.
Часовой пояс
Деревня Воздвиженка, как и вся Нижегородская область, находится в часовой зоне МСК (московское время). Смещение применяемого времени относительно UTC составляет +3:00.

## Население
| 2002 | 2010 |
| ---- | ---- |
| 9    | ↘0   |